# El Circuito, Valle de Santiago
El Circuito är en ort i Mexiko.   Den ligger i kommunen Valle de Santiago och delstaten Guanajuato, i den centrala delen av landet, 250 km väster om huvudstaden Mexico City. El Circuito ligger 1 932 meter över havet och antalet invånare är 181.
Terrängen runt El Circuito är kuperad åt sydost, men åt nordväst är den platt. Runt El Circuito är det ganska tätbefolkat, med 108 invånare per kvadratkilometer. Närmaste större samhälle är Valle de Santiago, 13,1 km nordost om El Circuito. I omgivningarna runt El Circuito växer huvudsakligen savannskog.